# دوره تک‌حزبی جمهوری ترکیه
دوره تک‌حزبی جمهوری ترکیه (ترکی استانبولی: Türkiye'de tek partili dönem) با تأسیس رسمی کشور ترکیه در سال ۱۹۲۳ آغاز شد. حزب جمهوری خواه خلق (⎘ حزب جمهوری خلق ترکیه) (CHP) تنها حزب بین سال‌های ۱۹۲۳ و ۱۹۴۵ بود، یعنی تا زمانی که حزب توسعه ملی (ترکیه) تأسیس شد.